# Neostenini
Los neosteninos (Neostenini) son una  tribu de coleópteros polífagos crisomeloideos de la familia Cerambycidae.

## Géneros
Tiene los siguientes géneros:
- Aposites Pascoe, 1865
- Maltheba Pascoe, 1871
- Mystrosa Pascoe, 1864
- Neostenus Pascoe, 1857